# Kaçanik
Kaçanik (albanska: Kaçanik med böjningsformen Kaçaniku; serbiska: Качаник, Kačanik) är en stad och kommun i Ferizajdistriktet i södra Kosovo. Kommunen omfattar en area av 306 km², inräknat staden Kaçanik och 31 byar runt omkring. Staden har cirka 34 000 invånare.

## Historia
Under den albanska revolten 1910 spelade Kaçanik en viktig roll när de albanska styrkorna på 3000 man under ledning av Idriz Seferi, blockerade Kacanikpasset i två veckor från osmanerna som hade en arme på 16000.

## Ekonomi
Kaçanik är en viktig ekonomisk knutpunkt med tanke på att huvudvägen mellan Pristina och Skopje, liksom järnvägen Fushë Kosova - Thessaloniki, går genom staden.

## Bildgalleri

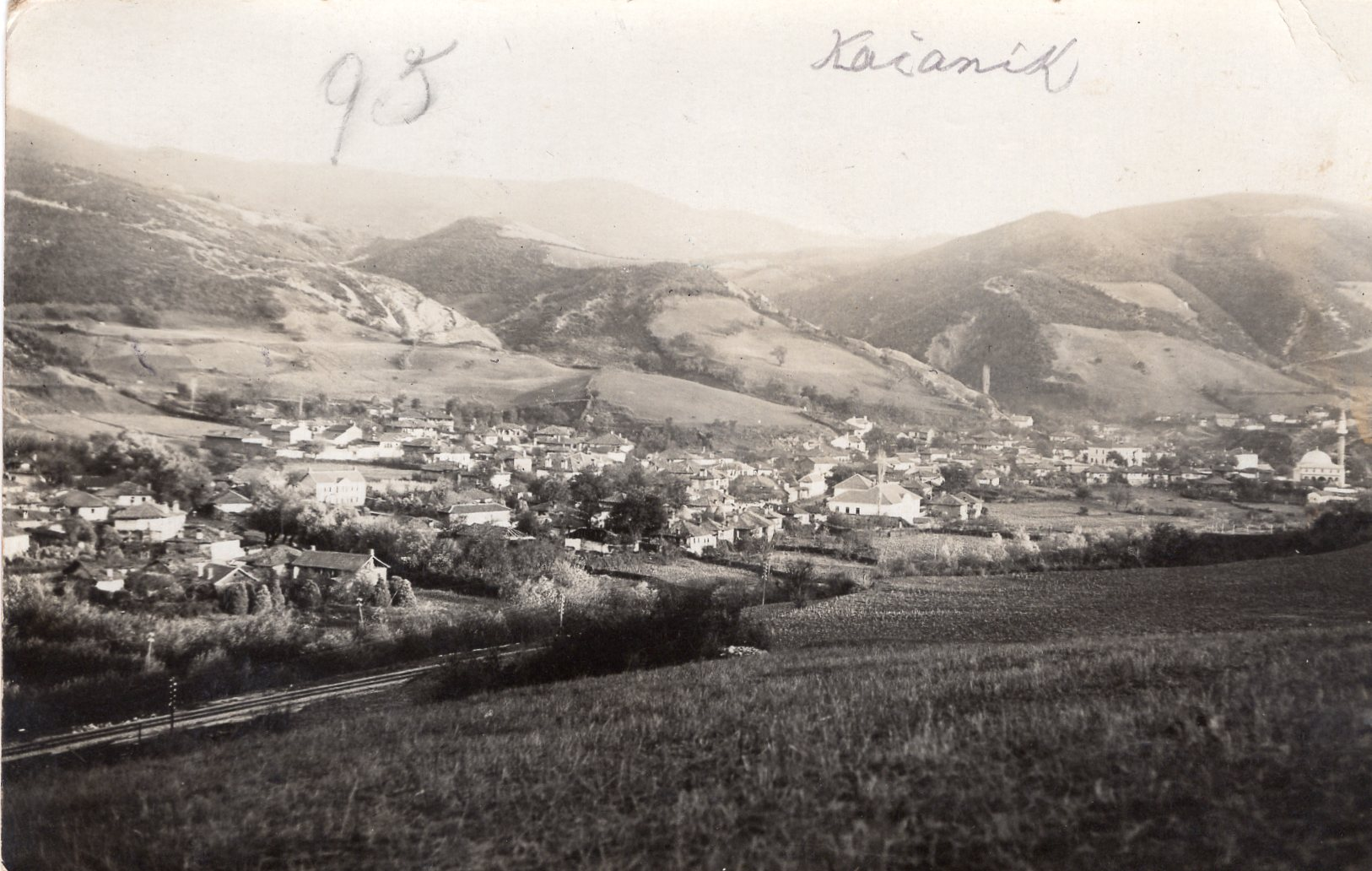
Kaçanik 1920.
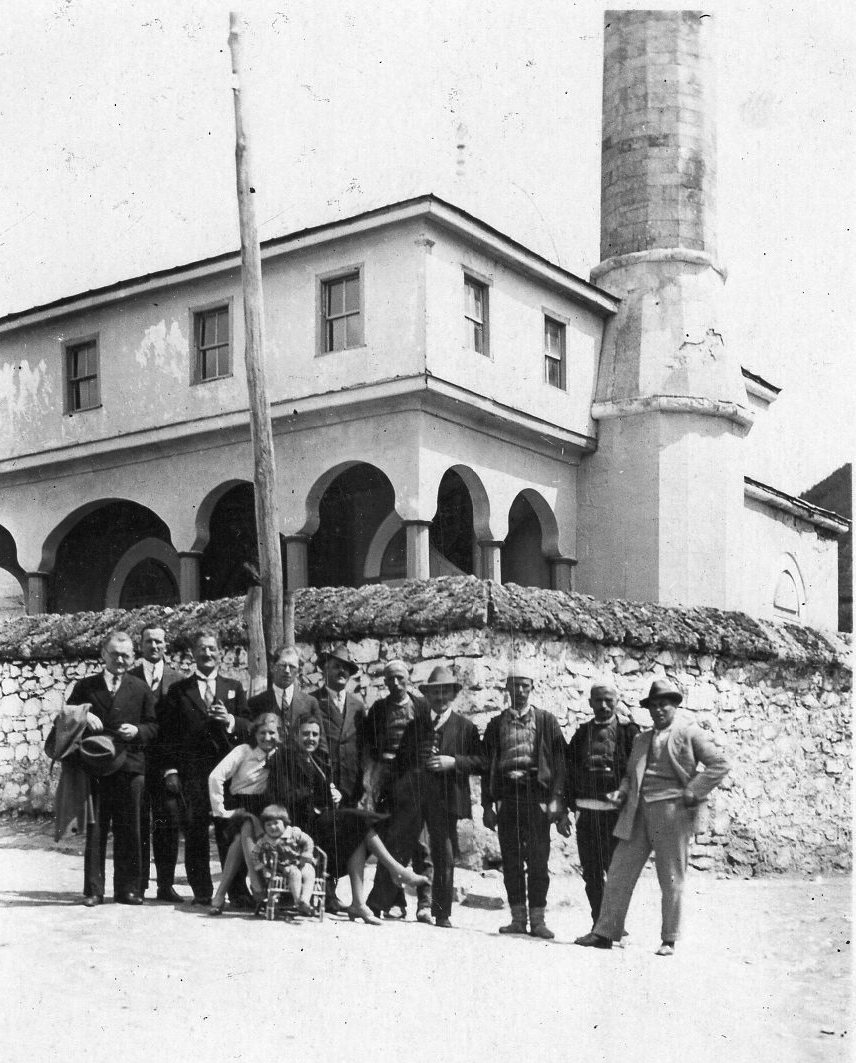
Kaçanik 1931.
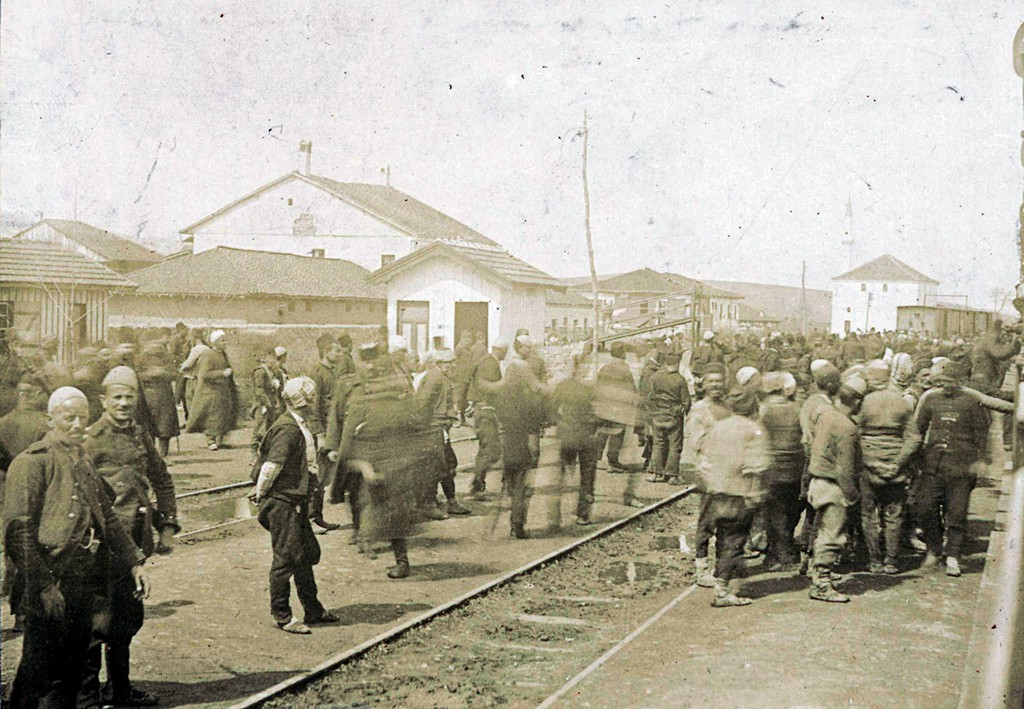
Järnvägsstationen.